# سارینا اسماعیل‌زاده
سارینا اسماعیل‌زاده (۱۱ تیر ۱۳۸۵ – ۳۰ شهریور ۱۴۰۱) دختر ۱۶ ساله و یوتیوبر ایرانی اهل مهرشهر کرج بود که در جریان خیزش ۱۴۰۱ ایران در ۳۰ شهریور ۱۴۰۱ با ضربات باتون از سوی نیروهای امنیتی جمهوری اسلامی ایران به سرش کشته شد.

## زندگی و فعالیت

سارینا اسماعیل‌زاده نوجوان ۱۶ ساله و دانش‌آموز مدرسهٔ فرزانگان در کرج بود. سارینا، پدرش را در سال ۱۳۹۲ از دست داده بود و با برادر و مادرش که دچار تومور مغزی است زندگی می‌کرد.
سارینا، نوجوانی که براساس ویدئوهایی که در کانال خود در یوتیوب منتشر کرده بود، دغدغه اجتماعی داشت، مخالف حجاب اجباری و به دنبال آزادی بود. سارینا در کانال یوتیوبش از زندگی و دغدغه‌هایش می‌گفت. در یکی از آنها می‌گوید: «نوجوان ایرانی دیگر نوجوان ۲۰ سال پیش نیست. از اوضاع جهان باخبر است و از خودش می‌پرسد چه چیزی کمتر از نوجوان آمریکایی دارد تا دغدغه‌هایشان اینقدر متفاوت باشد.»
سارینا علاوه بر کانال یوتیوب چند کانال تلگرامی داشت که «وحید آنلاین» آنها را معرفی کرد. او روز قبل از کشته شدنش در کانال تلگرامی خود (@sarinaez) نوشته بود «وطنم بوی غربت میده.»
نیاز داشت.
او نیاز داشت؛
به نفس کشیدن.
به دست رو هم گذاشتن.
او نیاز داشت به ترس
به بودن‌های بی‌بهانه
او در مردابِ رویاگون‌اش زندگی را تقلا می‌کرد
او نیاز داشت به زیستن
نیاز داشت که وجود داشته باشد
پس دستش را دراز کرد
نمی‌دانست به چه امیدی
فقط می‌خواست که قدمی بردارد
او یادش رفته بود که در مرداب است

لجن

نزول

تعفن

انزجار

نفرت

غم

فریادی که دهان ندارد
چشمانی که سو ندارد
آسمانی که رنگ ندارد
پاییزی که باران ندارد
و پایانی که پایان ندارد…— سارینا، کانال شخصی

## کشته شدن

### روایت شاهدان
به گفته منابع رادیو فردا و شاهدان عینی، سارینا اسماعیل‌زاده جمعه اول مهر در اعتراضات مردمی در مهرشهر کرج بر اثر ضربات باتون جان باخته است. این گزارش توسط سازمان حقوق بشر ایران مجدد در تاریخ ۱۵ مهرماه تکرار شد و مستند این ادعا، گفتگو با همراهان سارینا در روز حادثه عنوان شد.

### روایت حکومتی
در روز جمعه، ۱۵ مهرماه، خبرگزاری تسنیم وابسته به سپاه پاسداران، با انتشار ویدیویی از مادر سارینا، مدعی سابقه خودکشی و خوردن قرص‌های اشتباه را مطرح کرد. رئیس کل دادگستری استان البرز دربارهٔ کشته‌شدن سارینا گفت: او نیز همچون نیکا شاکرمی از پشت‌بام سقوط کرده و جان خود را از دست داده است. در برخی شایعات منتشر شده که بعضا خیلی از کاربران فضای مجازی تایید کردند،از کسی که به عنوان مادر سارینا در ویدیوی منتشر شده در سایت های حکومتی استفاده شده مادر سارینا نیست،برخی کاربران در شبکه اجتماعی ایکس خطاب به ویدیوی منتشر شده گفتند:که مگر میشود فردی داغدار بدون بغض و ناراحتی بیاید و با رسانه ها گفتگو کند.

### مراسم دفن و آرامگاه
به گفته این منابع، مأموران امنیتی، پیکر سارینا اسماعیل‌زاده در بهشت سکینه به صورت شسته و کفن‌پیچ تحویل خانواده او داده‌اند و تنها هنگام خاکسپاری، مادر او صورتش را دیده است. گفته شده است که او در یک قبر دو طبقه در کنار پدرش در بهشت سکینه کرج به خاک سپرده شده است.